# Пецух Григорій
Григо́рій Пе́цух (пол. Grzegorz Pecuch; *23 січня 1923, с. Флоринка, Новосондецький повіт — †24 листопада 2008, Закопане) — польський скульптор українського походження.

## Біографія
Першою його школою став монастир отців-студитів в Уневі. Навчаючись там на кравця, юний лемко так зачудувався портретом Андрея Шептицького, що власноруч на дошці з липи виконав плоскорізьбу-барельєф митрополита і подарував йому цей перший власний твір.
В 1940 р. німці вивезли 17 річного Григорія Пецуха на примусові роботи під Гамбург. Тут він доглядав корів в одного жорстокого бауера. Тут він перебував п'ять років серед нелюдських обставин: «Жив я там тільки з коровами, кіньми і свинями, жив у такій клітці що підлоги тільки бетон, не було печі. Взимку гріли мене крови в стайні. Навіть ще на шиї лишилися плями від коров'ячих лишаїв, які перекинулися на мене і з міста злазила шкіра». До свого села Фльоринки він повернувся лише 1945 року.
Професійну освіту Григорій Пецух здобув в образотворчому технікумі міста Закопане (в середій мистецькій школі в Закопаному) та у Варшавській академії мистецтв (закінчив 1956). Саме батьківська, лемківська земля стала першим свідком творчого успіху художника та різьбяра.
Г. Пецух  — автор і пам'ятникових композицій, зокрема портрета-барельєфа Богдана Лепкого на Раковицькому цвинтарі у Кракові. Григорій Пецух зробив внесок в обличчя Закопаного — курортного містечка в Татрах, створюючи його український вимір.

## Громадська діяльність
Працюючи в Закопаному, Г. Пецух включився в суспільну працю УСКТ, він дописував цінні статті на Лемківську сторінку, що виходила при тижневику «Наше Слово», від 1956 року. Григорій був також прихильником «Об'єднання лемків в Польщі» і спонсором журналу «Ватра», який виходить в Ганьчовій на Горличчині за редаґування Петра Шафрана.

## Світове визнання
Роботи експонувались на виставках у Польщі, США, Голландії, Норвегії, Німеччині, Іспанії, Угорщині, Болгарії, Росії, Чехії та Словаччині.
Різьбярські твори майстра є у багатьох музеях Польщі, у приватних колекціях багатьох країн світу.